# بی.ای.پی.اس
بی. ای.پی. اس (به انگلیسی: B.A.P.S.) فیلمی محصول سال ۱۹۹۷ و به کارگردانی رابرت تاونزند است. در این فیلم بازیگرانی همچون هلی بری، مارتین لاندو، ایان ریچاردسون، ناتالی دیسل-رید، تروی بیر، آنتونی جانسون، برنی مک، ال‌ال کول جی، لیون رابینسون، هوی دی و دنیس رادمن ایفای نقش کرده‌اند.